# Abbazia territoriale di Wettingen-Mehrerau
L'abbazia territoriale di Wettingen-Mehrerau (in latino Abbatia Territorialis Maris Stellae) è una sede della Chiesa cattolica in Austria immediatamente soggetta alla Santa Sede. Nel 2023 contava 21 battezzati su 21 abitanti. È retta dall'abate Vinzenz Wohlwend, O.Cist.

## Territorio
Il territorio comprende l'abbazia di Mehrerau e il priorato di Birnau, che si trovano presso la città di Bregenz nello stato federale austriaco del Vorarlberg. A Mehrerau si trova la cattedrale abbaziale di Nostra Signora Stella del Mare di Wettingen.

## Storia

### L'abbazia di Mehrerau
L'abbazia dei Santi Pietro e Paolo a Meherau, presso Bregenz, fu fondata nel 1098 dal conte Ulrico, che ne divenne il protettore, e fu popolata da monaci benedettini di Hirsau proveniente dall'abbazia di Petershausen, vicino a Costanza.
Nel XII e XIII secolo l'abbazia acquisì una vasta proprietà terriera; alla metà del XVI secolo aveva il diritto di patronato su 65 parrocchie.
Durante la riforma protestante l'abbazia rimase un caposaldo del cattolicesimo nel Vorarlberg. In particolare, Ulrich Mötz, divenuto successivamente abate, esercitò una grande influenza nella Bregenzerwald, predicando contro le novità religiose introdotte dai protestanti.
Durante la Guerra dei trent'anni l'abbazia patì la devastazione ad opera degli Svedesi, che vi alloggiarono le truppe e pretesero somme in denaro; derubarono l'abbazia di quasi tutte le sue rendite. Nonostante ciò, l'abbazia offrì spesso rifugio gratuito ai religiosi espulsi dalla Germania e dalla Svizzera.
Nel XVIII secolo l'abbazia aveva già recuperato l'antica floridezza. Nel 1738 fu completata la ricostruzione della chiesa e gli edifici monastici furono costruiti fra il 1774 e il 1781.
L'esistenza di Mehrerau fu minacciata, come quella delle altre fondazioni religiose, dalle mire dell'imperatore Giuseppe II. L'abate Benedetto riuscì ad ottenere il ritiro del decreto imperiale di soppressione, che era già stato firmato.
Con il trattato di Presburgo del 1805 il Vorarlberg fu ceduto alla Baviera, che con il Reichsdeputationshauptschluss aveva già secolarizzato tutte le sue case religiose fra il 1802 e il 1803. Le autorità bavaresi redassero l'inventario dei beni dell'abbazia nell'aprile del 1806. L'abbazia come ultimo tentativo di salvarsi offrì di diventare una scuola magistrale maschile, ma il governo bavarese rigettò l'offerta e sciolse l'abbazia con effetto dal 1º settembre 1806. I monaci furono sfrattati e la preziosa biblioteca fu dispersa; una parte dei libri fu immediatamente bruciata. I boschi e i campi di proprietà dell'abbazia furono confiscati dallo Stato.
Nel febbraio del 1807 la chiesa fu chiusa e gli altri edifici furono venduti all'asta. Fra il 1808 e il 1809 la chiesa fu demolita e il materiale da costruzione fu reimpiegato nella costruzione del porto lacustre di Lindau.

### Wettingen-Mehrerau
Nel 1814 il Vorarlberg tornò all'Austria e gli edifici rimasti ebbero vari impieghi, finché nel 1853 furono acquistati, con l'autorizzazione dell'imperatore Francesco Giuseppe, dall'abate di Wettingen, la cui abbazia cistercense era stata soppressa dal canton Argovia nel 1841 e da tredici anni cercava un nuovo luogo in cui insediarsi.
Il 18 ottobre 1854 l'abbazia cistercense di Wettingen-Mehrerau fu formalmente ripristinata. Nello stesso anno fu avviata una scuola monastica. Gli edifici monastici furono ampliati e nel 1859 fu costruita una nuova chiesa neogotica. Di particolare interesse è il monumento funebre del cardinale Joseph Hergenröther che volle essere sepolto nell'abbazia.
Nella seconda metà del XIX secolo l'abbazia di Wettingen-Mehrerau ebbe un ruolo importante nel rilancio dell'Ordine cistercense. Era inizialmente parte della Congregazione svizzera dell'Ordine, poi di quella austriaca. Nel 1888, insieme con l'abbazia di Marienstatt lasciò la Congregazione austriaca e costituì la Congregazione di Mehrerau, da cui dipendevano i nuovi insediamenti di Stična in Slovenia e di Mogila in Polonia.
Nel 1919 l'abbazia comprò il santuario di Birnau e il vicino castello di Maurach e ne fece un priorato. A Mehrerau la comunità monastica gestisce il "Collegium Bernardi", una scuola superiore con annesso convitto. Fino a qualche anno fa gestiva anche un sanatorio.
L'abate ha il titolo di abate di Wettingen e priore di Mehrerau. Da lui dipendono anche alcuni monasteri femminili in Svizzera.

## Cronotassi degli abati
Si omettono i periodi di sede vacante non superiori ai 2 anni o non storicamente accertati.
...
- Heinrich Amberg, O.S.B. † (1650 - 1666)
- Aloys Sprenger, O.S.B. † (1666 - 1681)
- Anton Vögel, O.S.B. † (1681 - 1711)
- Magnus Öderlin, O.S.B. † (1712 - 1728)
- Franciscus Pappus von Tratzberg, O.S.B. (1728 - 1748 ritirato)
- Johannes Baptist von Meyenberg, O.S.B. † (1748 - 1782)
- Benedetto Martini, O.S.B. † (1782 - 1791)
- Franz Hund, O.S.B. † (1791 - 1805)[2]
  - Leopold Höchle, O.Cist. (1840 - 1854)[3]
- Leopold Höchle, O.Cist. † (1854 - 1864)[4]
- Martin Reimann, O.Cist. † (1864 - 1878)
- Maurus Kalkum, O.Cist. † (1878 - 1893)
- Laurentius Wocher, O.Cist. † (1893 - 1895)
- Agostino Stöckli, O.Cist. † (2 dicembre 1895 - 1902)
- Eugenio Notz, O.Cist. † (17 febbraio 1903 - 1918 deceduto)
- Kassian Haid, O.Cist.† (16 agosto 1917 - 22 settembre 1949 deceduto)
- Heinrich Suso (Lorenz) Groner, O.Cist. † (22 settembre 1949 succeduto - 7 agosto 1968 deceduto)
- Kassian (Otto) Lauterer, O.Cist. † (19 agosto 1968 - 29 gennaio 2009 ritirato)
- Anselm van der Linde, O.Cist. (18 febbraio 2009 - 1º agosto 2018 dimesso)
- Vinzenz Wohlwend, O.Cist., dal 23 novembre 2018[5]

## Statistiche
L'abbazia territoriale nel 2023 su una popolazione di 21 persone contava 21 battezzati, corrispondenti al 100,0% del totale.
| anno | popolazione | popolazione | popolazione | presbiteri | presbiteri | presbiteri | presbiteri                | diaconi | religiosi | religiosi | parrocchie |
| anno | battezzati  | totale      | %           | numero     | secolari   | regolari   | battezzati per presbitero | diaconi | uomini    | donne     | parrocchie |
| ---- | ----------- | ----------- | ----------- | ---------- | ---------- | ---------- | ------------------------- | ------- | --------- | --------- | ---------- |
| 1990 | 244         | 250         | 97,6        | 19         |            | 19         | 12                        |         | 36        | 12        |            |
| 1999 | 415         | 435         | 95,4        | 25         |            | 25         | 16                        |         | 39        |           |            |
| 2000 | 500         | 530         | 94,3        | 25         |            | 25         | 20                        |         | 37        | 35        |            |
| 2001 | 480         | 500         | 96,0        | 24         |            | 24         | 20                        |         | 40        | 34        |            |
| 2002 | 480         | 500         | 96,0        | 24         |            | 24         | 20                        |         | 38        | 33        |            |
| 2003 | 482         | 500         | 96,4        | 24         |            | 24         | 20                        |         | 36        | 32        |            |
| 2004 | 430         | 500         | 86,0        | 25         |            | 25         | 17                        |         | 35        | 32        |            |
| 2013 | 244         | 294         | 83,0        | 21         |            | 21         | 11                        |         | 31        |           |            |
| 2016 | 205         | 254         | 80,7        | 23         |            | 23         | 8                         |         | 34        | 32        |            |
| 2019 | 290         | 350         | 82,9        | 19         |            | 19         | 15                        |         | 29        | 27        |            |
| 2021 | 25          | 25          | 100,0       | 18         |            | 18         | 1                         |         | 27        | 25        |            |
| 2023 | 21          | 21          | 100,0       | 15         |            | 15         | 1                         |         | 23        | 21        |            |